# Snowboard nos Jogos Olímpicos de Inverno de 2018 - Slalom gigante paralelo masculino
O slalom gigante masculino do snowboard nos Jogos Olímpicos de Inverno de 2018 foi disputado no dia 24 de fevereiro no Parque de Neve Phoenix, em Pyeongchang.

## Medalhistas
| Ouro   | SUI Nevin Galmarini |
| Prata  | KOR Lee Sang-ho     |
| Bronze | SLO Žan Košir       |

## Resultados

### Qualificação
A fase de qualificação foi realizada às 09:27. Os 16 mais rápidas após descidas nas duas rotas avançam para a fase eliminatória.
| Pos. | Bib | Atleta                  | Rota azul | Rota vermelha | Total   | Notas |
| ---- | --- | ----------------------- | --------- | ------------- | ------- | ----- |
| 1    | 12  | SUI Nevin Galmarini     | 41.73     | 43.05         | 1:24.78 | Q     |
| 2    | 20  | SLO Žan Košir           | 42.03     | 42.94         | 1:24.97 | Q     |
| 3    | 14  | KOR Lee Sang-ho         | 42.16     | 42.90         | 1:25.06 | Q     |
| 4    | 8   | FRA Sylvain Dufour      | 41.92     | 43.35         | 1:25.27 | Q     |
| 5    | 16  | AUT Alexander Payer     | 42.43     | 42.87         | 1:25.30 | Q     |
| 6    | 5   | AUT Benjamin Karl       | 43.21     | 42.12         | 1:25.33 | Q     |
| 7    | 4   | GER Stefan Baumeister   | 42.07     | 43.30         | 1:25.37 | Q     |
| 8    | 7   | ITA Roland Fischnaller  | 43.94     | 41.50         | 1:25.44 | Q     |
| 9    | 19  | OAR Vic Wild            | 43.50     | 42.01         | 1:25.51 | Q     |
| 10   | 3   | AUT Sebastian Kislinger | 43.47     | 42.12         | 1:25.59 | Q     |
| 11   | 10  | AUT Andreas Prommegger  | 42.20     | 43.47         | 1:25.67 | Q     |
| 12   | 6   | ITA Edwin Coratti       | 42.37     | 43.33         | 1:25.70 | Q     |
| 13   | 32  | POL Oskar Kwiatkowski   | 42.84     | 42.88         | 1:25.72 | Q     |
| 14   | 9   | OAR Dmitry Sarsembaev   | 43.02     | 42.72         | 1:25.74 | Q     |
| 15   | 27  | KOR Kim Sang-kyum       | 42.84     | 43.04         | 1:25.88 | Q     |
| 16   | 26  | SLO Tim Mastnak         | 43.15     | 42.82         | 1:25.97 | Q     |
| 17   | 11  | SLO Rok Marguč          | 43.78     | 42.20         | 1:25.98 |       |
| 18   | 2   | OAR Andrey Sobolev      | 42.35     | 43.64         | 1:25.99 |       |
| 19   | 15  | BUL Radoslav Yankov     | 43.48     | 42.56         | 1:26.04 |       |
| 20   | 23  | USA Aaron Muss          | 44.12     | 41.98         | 1:26.10 |       |
| 21   | 17  | SUI Kaspar Flütsch      | 43.10     | 43.16         | 1:26.26 |       |
| 22   | 21  | SUI Dario Caviezel      | 43.69     | 42.70         | 1:26.39 |       |
| 23   | 1   | ITA Aaron March         | 45.19     | 41.39         | 1:26.58 |       |
| 24   | 22  | CAN Jasey-Jay Anderson  | 42.99     | 43.77         | 1:26.76 |       |
| 25   | 24  | GER Patrick Bussler     | 42.99     | 43.78         | 1:26.77 |       |
| 26   | 25  | KOR Choi Bo-gun         | 43.52     | 43.26         | 1:26.78 |       |
| 27   | 28  | JPN Masaki Shiba        | 44.00     | 42.91         | 1:26.91 |       |
| 28   | 31  | CAN Darren Gardner      | 43.97     | 42.97         | 1:26.94 |       |
| 29   | 18  | ITA Mirko Felicetti     | 45.29     | 42.27         | 1:27.56 |       |
| 30   | 29  | USA Michael Trapp       | 44.05     | 44.09         | 1:28.14 |       |
| 31   | 30  | GER Alexander Bergmann  | 46.11     | 43.14         | 1:29.25 |       |
| 32   | 13  | OAR Dmitry Loginov      | 48.68     | 42.32         | 1:31.00 |       |

### Fase eliminatória
A fase eliminatória começou às 1:45.
| Oitavas de final | Oitavas de final | Oitavas de final |  |  | Quartas de final | Quartas de final | Quartas de final |  |  | Semifinais | Semifinais    | Semifinais |  |                     | Final               | Final               | Final |
|                  |                  |                  |  |  |                  |                  |                  |  |  |            |               |            |  |                     |                     |                     |       |
| 4                | FRA Dufour       |                  |  |  |                  |                  |                  |  |  |            |               |            |  |                     |                     |                     |       |
| 13               | POL Kwiatkowski  | +0.10            |  |  | 4                | FRA Dufour       |                  |  |  |            |               |            |  |                     |                     |                     |       |
| 5                | AUT Payer        | +0.33            |  |  | 12               | ITA Coratti      | +0.19            |  |  |            |               |            |  |                     |                     |                     |       |
| 12               | ITA Coratti      |                  |  |  |                  |                  |                  |  |  | 4          | FRA Dufour    | DNF        |  |                     |                     |                     |       |
| 8                | ITA Fischnaller  |                  |  |  |                  |                  |                  |  |  | 1          | SUI Galmarini |            |  |                     |                     |                     |       |
| 9                | OAR Wild         | +0.93            |  |  | 8                | ITA Fischnaller  | +0.06            |  |  |            |               |            |  |                     |                     |                     |       |
| 1                | SUI Galmarini    |                  |  |  | 1                | SUI Galmarini    |                  |  |  |            |               |            |  |                     |                     |                     |       |
| 16               | SLO Mastnak      | +0.38            |  |  |                  |                  |                  |  |  |            |               |            |  |                     | 1                   | SUI Galmarini       |       |
| 2                | SLO Košir        |                  |  |  |                  |                  |                  |  |  |            |               |            |  |                     | 3                   | KOR Lee             | +0.43 |
| 15               | KOR Kim          | +1.14            |  |  | 2                | SLO Košir        |                  |  |  |            |               |            |  |                     |                     |                     |       |
| 7                | GER Baumeister   |                  |  |  | 7                | GER Baumeister   | +3.07            |  |  |            |               |            |  |                     |                     |                     |       |
| 10               | AUT Kislinger    | +0.22            |  |  |                  |                  |                  |  |  | 2          | SLO Košir     | +0.01      |  |                     |                     |                     |       |
| 6                | AUT Karl         |                  |  |  |                  |                  |                  |  |  | 3          | KOR Lee       |            |  |                     |                     |                     |       |
| 11               | AUT Prommegger   | +0.29            |  |  | 6                | AUT Karl         | +0.94            |  |  |            |               |            |  | Disputa pelo bronze | Disputa pelo bronze | Disputa pelo bronze |       |
| 3                | KOR Lee          |                  |  |  | 3                | KOR Lee          |                  |  |  |            |               |            |  |                     | 4                   | FRA Dufour          | +1.49 |
| 14               | OAR Sarsembaev   | +0.54            |  |  |                  |                  |                  |  |  |            |               |            |  |                     | 2                   | SLO Košir           |       |

Legenda
| Recorde mundial      | Recorde mundial (World record)               |                       | Recorde africano                      | Recorde africano (African) |                                           | Q | Classificado por posição (Qualified) |
| Recorde olímpico     | Recorde olímpico (Olympic record)            | Recorde da América    | Recorde da América (Americas)         | q                          | Classificado por melhor tempo (Qualified) |   |                                      |
| Melhor marca do ano  | Melhor marca do ano (World leading)          | Recorde asiático      | Recorde asiático (Asian)              | DNS                        | Não largou (Did not start)                |   |                                      |
| Recorde nacional     | Recorde nacional (National record)           | Recorde europeu       | Recorde europeu (European)            | DNF                        | Não terminou (Did not finish)             |   |                                      |
| Recorde pessoal      | Recorde pessoal do atleta (Personal best)    | Recorde da Oceania    | Recorde da Oceania (Oceania)          | DSQ / DQ                   | Desclassificado (Disqualified)            |   |                                      |
| Recorde da temporada | Recorde da temporada do atleta (Season best) | Recorde sul-americano | Recorde sul-americano (South America) | NM                         | Sem marca (No mark)                       |   |                                      |